# Squadra antimafia
Squadra antimafia, internationaal uitgebracht als Little Italy, is een Italiaanse komische poliziottescofilm van Bruno Corbucci uit 1978. Het is het vierde deel in een reeks van films rond het personage Nico Giraldi vertolkt door Tomás Milián. 

## Verhaal
Wanneer een kroongetuige in een maffiaproces vermoord wordt, infiltreert undercoveragent Nico Giraldi in een misdaadorganisatie om de daders te vinden. Zijn onderzoek brengt hem van Italië naar New York en Las Vegas.

## Rolverdeling
| Acteur            | Personage           |
| ----------------- | ------------------- |
| Tomás Milián      | Nico Giraldi        |
| Enzo Cannavale    | Salvatore Esposito  |
| Eli Wallach       | Don Girolamo Giarra |
| Bombolo           | Venticello          |
| Margherita Fumero | Maria Sole Giarra   |
| Massimo Vanni     | Brigadiere Gargiulo |
| John P. Dulaney   | Ballarin            |
| Tomas Milian, Jr. | Francesco           |